# Mã tấu

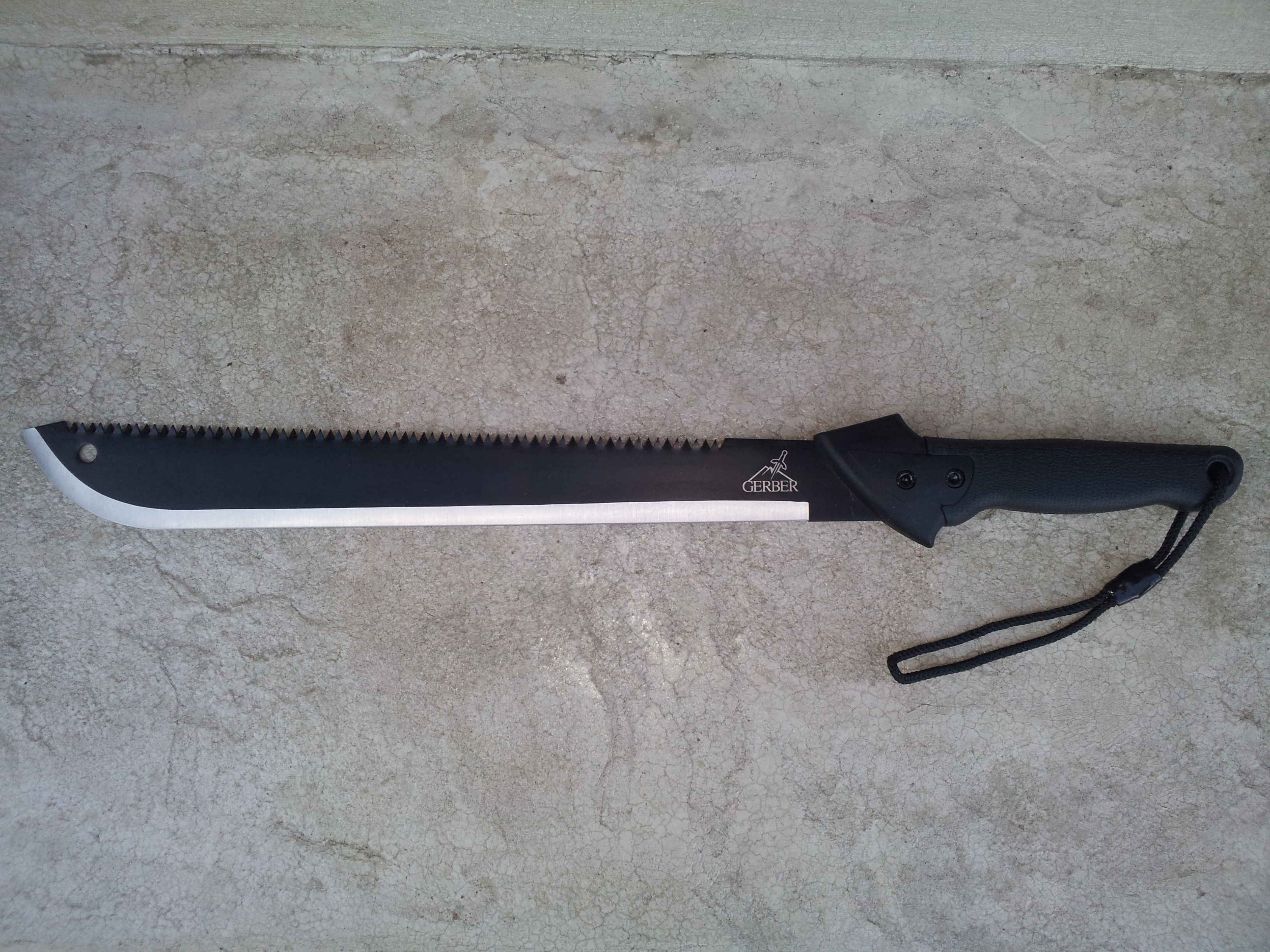
Một cây mã tấu có lưỡi cưa ở trên.

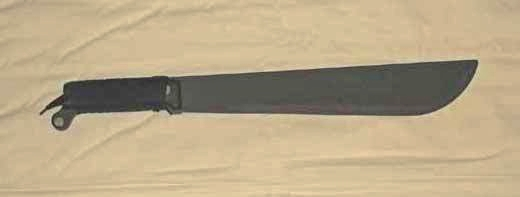
Một cây mã tấu.

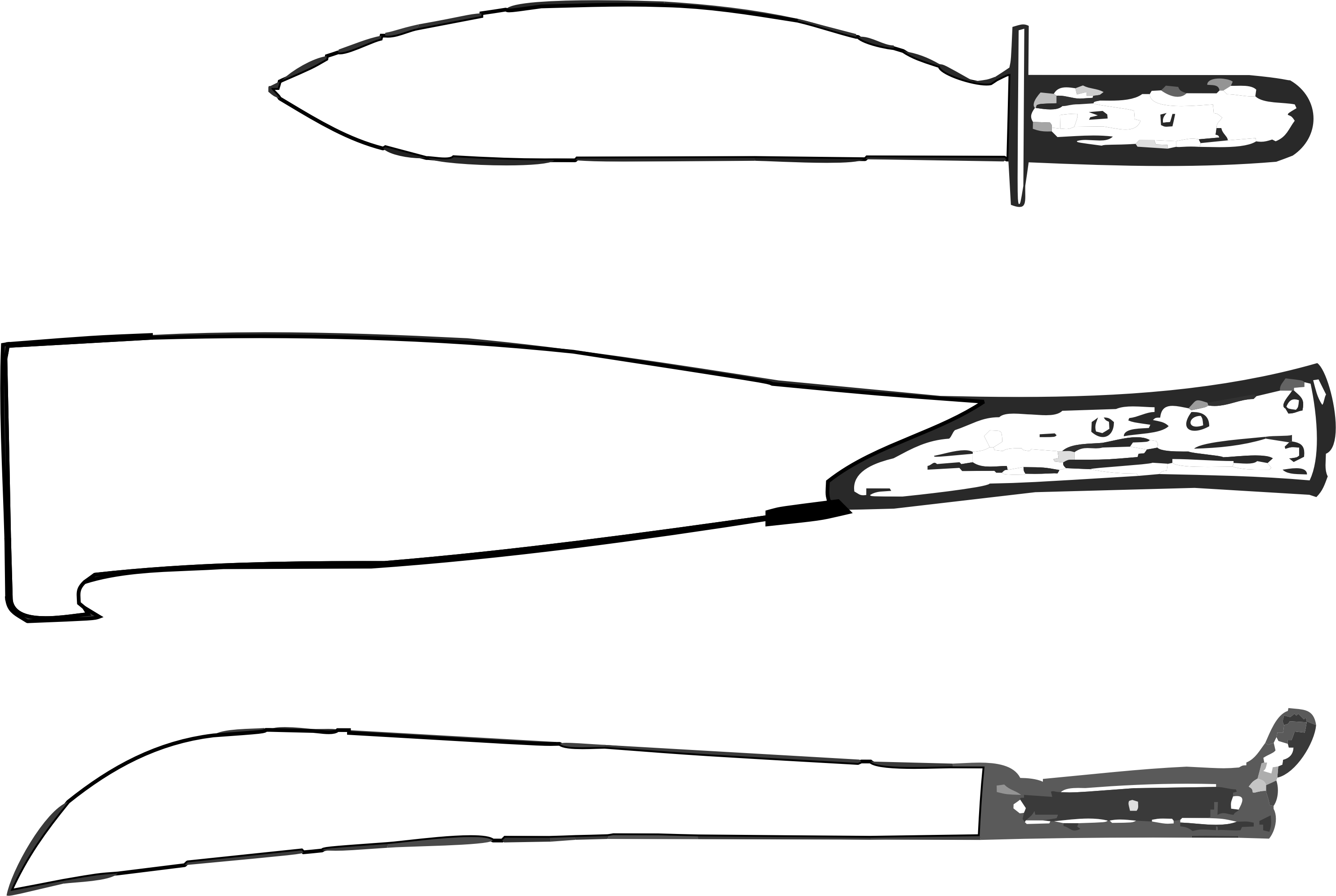
Hình mô tả ba loại mã tấu.

Mã tấu (phương ngữ miền bắc còn gọi là Phớ) là một loại vũ khí tồn tại từ rất lâu đời ở các nước Châu Á, tuy nhiên ngày nay các nước Âu-Mỹ cũng sử dụng mã tấu.
Mã tấu là cách gọi của một loại gươm truyền thống, nó có hình dạng là một thanh gươm dài có độ cong vừa phải, sắc một lưỡi, đa phần là cứng chứ không mềm như kiếm, phần chuôi cầm bằng gỗ để giảm trọng lượng (khác với kiếm và đao vì hai loại này phần chuôi thường làm bằng kim loại).
Mã tấu là vũ khí tích hợp chuyên dụng của kỵ binh trong điều kiện chiến đấu trên lưng ngựa. Do mã tấu có sống đao khá dày và bén một lưỡi nên tăng độ cứng cho vũ khí và tăng lực chém khi kết hợp với đà phi của ngựa - chữ "mã" là để chỉ ngựa (kỵ binh). Do sức sát thương cao, bền và dễ chế tạo nên mã tấu được trang bị rất phổ biến trong quân đội thời trung đại và một số đội quân hiện đại vẫn dùng để tăng khả năng chiến đấu cận chiến của bộ binh.
Một số người thường gọi kiếm Nhật Bản là mã tấu, nhưng điều này chưa hẳn đúng bởi ví dụ ở Việt Nam vào thời Trần có một loại đao to bản có sức sát thương lớn cũng được gọi là mã tấu. Ngày nay, ít người còn phân biệt rõ ràng giữa kiếm và mã tấu, nói chung để phân biệt chỉ có thể dựa vào hình dáng, kiếm thì thẳng còn mã tấu thì cong.
Kiếm Nhật (katana) là một thanh đao chứ không phải mã tấu vì kiếm Nhật lưỡi mỏng. Mã tấu tiêu chuẩn là phải dày, nặng, tạo lực chém cao nhất khi bổ-quét ngang và sống phải dày để chịu lực trong điều kiện chiến đấu khắc nghiệt (mài mòn, cùn lưỡi).
Văn hoá chiến tranh Âu-Mỹ không có từ ngữ nào nói về vũ khí có hình dạng của mã tấu. Machete (dao quắm) và scimitar (loan đao) của người Hồi giáo là mã tấu.

## Mã tấu và đao trong võ cổ truyền
Ngày nay còn có nhiều môn sinh võ cổ truyền lẫn lộn giữa đao và mã tấu.
Đao có một bề bén và lưỡi cong gọi là yêu đao (腰刀). Khi đao có lưỡi bản rộng thì được gọi là đại đao (大刀). Hiện nay vẫn còn có người Việt nhầm lẫn gọi siêu đao (超刀) là đại đao (大刀) theo lối các trường phái võ thuật Trung Hoa thường gọi.
Mã tấu thuộc về loại trường đao (長 刀), có lưỡi bản rộng hơn và cân lượng nặng hơn đao; cán dài khoảng 40 cm tới 60 cm. Đó là loại binh khí phôi thai từ hổ đầu đao (虎頭刀).
Khi xưa người Trung Hoa dùng loại đao bản rộng này để đánh trên ngựa nên gọi là mã đao (馬刀), người Việt Nam đọc chệch ra là mã tấu; về sau này, mã tấu được sử dụng đánh dưới đất và còn được gọi là trảm mã đao (斬馬刀). Hoàn đao (環刀), bối đao (背刀), quỷ đầu đao (鬼頭刀), v.v. của Trung Hoa thuộc về loại mã tấu
Trảm mã đao thời kỳ nhà Tống năm 1072. Loại đao dài này dùng trong chiến trận cổ, để chặt chân ngựa, và thảo phạt tướng lĩnh mặc giáp trụ nặng. Chuôi đao dài 37 cm, lưỡi đao dài 114 cm. Trảm mã đao là loại đao dài nặng, là tiền đề cho miêu đao rất nổi tiếng của các môn phái võ thuật Bắc Trung Hoa sau này. Và cũng là tiền đề cho kiếm Nhật Bản (Katana) về sau, thế kỷ 16 – 17.
Mã tấu được sử dụng bằng một tay hoặc bằng hai tay, trong khi đao chỉ được sử dụng bằng một tay.